# Demetri Cal·latià
Demetri Cal·latià (en llatí Demetrius Callatianus, en grec antic Δημήτριος Καλλατιανός) fou un grec l'autor d'una obra sobre geografia d'Europa i Àsia (περὶ Εὐρώπης καὶ Ἀσίας) en 20 llibres, citat sovint pels autors antics, segons Diògenes Laerci, Esteve de Bizanci i Estrabó.